# Два дня
«Два дня» — российская комедийная мелодрама режиссёра Авдотьи Смирновой. Фильм вышел в прокат в России 8 сентября 2011 года.

## Синопсис
Пётр Сергеевич Дроздов (Фёдор Бондарчук), высокопоставленный чиновник из Москвы, приезжает в провинциальный музей полузабытого классика русской литературы по просьбе губернатора области, который хочет отнять у музея земельные владения и построить на них новую резиденцию. И поначалу Дроздов поддерживает это решение, но знакомство с Марией Ильиничной (Ксения Раппопорт), литературоведом, работающей в музее заместителем директора, меняет его взгляд не только на эту проблему, но и на всю его жизнь в целом.

## В ролях
- Фёдор Бондарчук — Пётр Сергеевич Дроздов, заместитель министра, после — губернатор области
- Ксения Раппопорт — Мария Ильинична
- Евгений Муравич — Владимир Николаевич Ильин, директор музея
- Ирина Розанова — Лариса Петровна
- Геннадий Смирнов — Виктор
- Константин Шелестун — Аркадий
- Мария Семёнова — Катя
- Андрей Смирнов — министр
- Ольга Дыховичная — Лида
- Сергей Уманов — Харкевич
- Борис Каморзин — Сергей Иванович Беглецов, губернатор
- Юрий Пронин — главный инженер
- Анна Михалкова — камео

## Саундтрек
В фильме использована музыкальная композиция Windy Song, автор — Miusha.
В начале фильма звучит музыка российского композитора Петра Климова.
На финальных титрах звучит песня «Супертанго» в исполнении группы Мегаполис: музыка — Олег Нестеров, Михаил Габолаев, Максим Леонов, текст — Александр Бараш, Олег Нестеров.

## Награды
- Приз на фестивале «Окно в Европу» 2011 года:
  - Приз «Золотая ладья» (в конкурсе «Выборгский счёт»)[1]
- 5 номинаций на премию «Золотой орёл»: лучший фильм, лучшая мужская роль (Фёдор Бондарчук; победа), лучшая женская роль (Ксения Раппопорт; победа), лучшая женская роль второго плана (Ирина Розанова) и лучшая операторская работа (Максим Осадчий).